# Stephen Warbeck
Stephen Warbeck (* 3. Mai 1953 in Southampton, Großbritannien) ist ein britischer Komponist und Arrangeur.

## Biografie
Bereits mit vier Jahren erhielt er Unterricht in Klavier und Komposition, wollte aber Schauspieler werden. Er studierte deshalb Theaterwissenschaft und Französisch an der University of Bristol. Hier begann er auch mit dem Schreiben von Musik für Uni-Inszenierungen. Es folgten ab 1985 Kompositionen für die Royal Shakespeare Company, für das Royal Court, für das Gate und für das Nationaltheater.
1990 begann seine Arbeit für das Fernsehen und 1993 folgte daraus seine erste Filmmusik für Femme Fatale. Außerdem war er Leiter von zwei Bands: Kippers und Metropolitan Water Board.

## Filmografie (Auswahl)
Filme
- 1994: Bambino mio
- 1994: Sister My Sister
- 1995: Im Auftrag des Teufels (Devil’s Advocate)
- 1995: Nervous Energy
- 1996: Brothers in Trouble
- 1996: Der kleine Unterschied (Different for Girls)
- 1996: Element of Doubt
- 1996: Lügenspiele (Truth or Dare)
- 1997: Bright Hair
- 1997: Ihre Majestät Mrs. Brown (Mrs Brown)
- 1997: My Son the Fanatic
- 1997: The Student Prince
- 1998: Shakespeare in Love (auch Orchestrator)
- 1999: A Christmas Carol – Die Nacht vor Weihnachten (A Christmas Carol)
- 1999: Mystery Men (auch Orchestrator)
- 1999: Fanny und Elvis (Fanny and Elvis)
- 1999: Heart – Jeder kann sein Herz verlieren (Heart)
- 1999: Toy Boys (Kurzfilm)
- 2000: Billy Elliot – I Will Dance (Billy Elliot, auch Orchestrator)
- 2000: Quills – Macht der Besessenheit (Quills, auch Orchestrator)
- 2001: Gabriel & Me
- 2001: Very Annie Mary
- 2001: Birthday Girl – Braut auf Bestellung (Birthday Girl)
- 2001: Corellis Mandoline (Captain Corelli’s Mandolin)
- 2001: Die Liebe der Charlotte Gray (Charlotte Gray)
- 2002: Deseo
- 2002: Mystics – Gangster, Geister und ihr Meister (Mystics)
- 2003: Totgemacht – The Alzheimer Case (De Zaak Alzheimer)
- 2003: Blackball
- 2004: Eine italienische Hochzeit (Love’s Brother, auch Orchestrator)
- 2004: Zwei Brüder (Two Brothers / Deux Frères)
- 2004: Verrat in Venedig  (Secret Passage)
- 2004: Pour le plaisir
- 2004: Oyster Farmer
- 2005: Der Beweis – Liebe zwischen Genie und Wahnsinn (Proof, auch Orchestrator)
- 2005: Alpha Male
- 2005: Mickybo and Me
- 2005: On a Clear Day
- 2005: Opa!
- 2005: Hilfe, bei mir wird renoviert (Travaux, on sait quand ça commence)
- 2006: Goal II – Der Traum ist real! (Goal II – Living the Dream!)
- 2006: Das Fest des Ziegenbocks (La fiesta del chivo)
- 2006: Cargo
- 2007: Flawless
- 2008: Der Andere (The Other Man)
- 2010: Das Mädchen von gegenüber (Un balcon sur la mer)
- 2011: Poliezei (Polisse)
- 2012: Gallowwalkers
- 2013: Eine Hochzeit und andere Hindernisse (Des gens qui s’embrassent)
- 2015: Mein ein, mein alles (Mon Roi)
- 2017: Kindeswohl (The Children Act)
- 2017: Hampstead Park – Aussicht auf Liebe (Hampstead)
- 2018: King Lear
- 2020: DNA (ADN)
- 2023: Jeanne du Barry
- 2023: The Last Rifleman

Fernsehserien
- 1991: Heißer Verdacht (Prime Suspect)
- 1992: Heißer Verdacht – Operation Nadine (Prime Suspect II: Operation Nadine)
- 1993: Heißer Verdacht – Aktion SokoAktion Soko (Prime Suspect III)
- 1995: Heißer Verdacht – Kind vermißt (Prime Suspect IV: The Lost Child)
- 1995: Heißer Verdacht – Seilschaften (Prime Suspect IV: Inner Circles)
- 1995–1997: Bramwell
- 1996: Heißer Verdacht – Tödliche Verstrickung (Prime Suspect V: Errors of Judgement)
- 2015, 2016: Indischer Sommer (Indian Summers, 19 Folgen)

## Preise und Auszeichnungen
Stephen Warbeck erhielt den Oscar und den BMI Film Music Award für Shakespeare in Love.